# Parachilus guichardi
Parachilus guichardi är en stekelart som beskrevs av Giordani Soika 1979. Parachilus guichardi ingår i släktet Parachilus och familjen Eumenidae. Inga underarter finns listade i Catalogue of Life.